# Sturmmann

Pattes de collet de SS-Sturmmann

Sturmmann (abréviation Strmm) est un grade dans la Schutzstaffel (SS), l'organisation paramilitaire du parti nazi.
Sturmmann est une expression allemande se traduisant par « soldat de choc ». Ce terme est apparu lors de la Première Guerre mondiale où il désignait les soldats des troupes de choc, les compagnies allemandes de génie militaire, qui était spécialisé dans l'assaut. Après la défaite de l'Allemagne en 1918, Sturmmann est devenu un grade paramilitaire du Freikorps, groupes violents de vétérans militaires qui s'opposaient à la défaite et au traité de Versailles.
En 1921, Sturmmann est devenu un grade paramilitaire de l'organisation paramilitaire du NSDAP, le Sturmabteilung (SA). Sturmmann deviendra par la suite un grade de base de presque chacune des organisations paramilitaires nazies, mais plus étroitement associée comme grade de SA ou de SS. 
Le grade de Sturmmann a été accordé aux membres des SA et des SS qui avaient servi de six mois à une année dans l'organisation et avaient démontré de bonnes capacités.
Sturmmann était le grade maximum de type Mann, excepté dans les SS où un grade junior de SS-Obermann fut créé en 1941. Dans les organisations qui n'ont pas employé le grade de Mann, tel que le Nationalsozialistische Kraftfahrkorps (NSKK), le grade de Sturmmann était l'équivalent d'un soldat de base sans insignes.
Dans les Waffen-SS, un Sturmmann était le rang supérieur au SS-Oberschütze (de) et le grade inférieur de SS-Rottenführer.
Après la fin de la Seconde Guerre mondiale, Sturmmann a cessé d'exister en tant que grade nazi.

## Équivalence
- Wehrmacht : Gefreiter
- Armée française : caporal